# Kapicy
Kapicy o isola di Kapica (in russo остров Капицы) è una piccola isola russa che fa parte dell'arcipelago delle isole Curili meridionali ed è situata nell'oceano Pacifico. L'isola è nella piccola catena delle Curili (Малая Курильская гряда) a 400 metri dalla parte nord-orientale dell'isola di Šikotan, nella baia Majačnaja (бухта Маячная). Kapicy ha un'area di 0,286 km² e un'altezza di circa 30 m.
Amministrativamente fa parte del Južno-Kuril'skij rajon dell'oblast' di Sachalin, nel Circondario federale dell'Estremo Oriente.
L'isola porta il nome del fisico Sergej Petrovič Kapica (Сергей Петрович Капица, 1928-1012).